# Julian Eggebrecht
Julian Eggebrecht es un empresario de videojuegos alemán. Se destaca por haber sido uno de los miembros fundadores y director creativo de Factor 5, una empresa de desarrollo de juegos germano-estadounidense.

## Carrera
Eggebrecht cofundó Factor 5 en Alemania en 1987 y trasladó la empresa a California en 1996 con el propósito de trabajar más de cerca con su mayor socio, LucasArts.
Fue clave para que Factor 5 se convirtiera en el socio tecnológico de Nintendo, suministrando el software de desarrollo de audio de Nintendo 64; y en el desarrollo fundamental del hardware y software de las consolas GameCube y Wii. Fue miembro del grupo de herramientas Sony PS3 Edge. Lideró a los equipos de Factor 5 para ser pioneros en muchos avances tecnológicos en tecnología audiovisual de videojuegos como MusyX (originalmente llamado MOsys FX Surround), con la colaboración de Dolby Labs, THX y AMD (entonces conocido como ATI).
Sus juegos incluyen las series Turrican y Star Wars Rogue Squadron, Indiana Jones' Greatest Adventures y versiones de International Superstar Soccer Deluxe y Contra III: The Alien Wars. También formó parte de la junta directiva de la IGDA de la Game Developers Conference.
Entre 1993 y 2000 trabajó como freelance para la versión alemana de la revista de videojuegos Total!.
En la Conferencia de Desarrolladores de la Games Convention de 2007, Eggebrecht criticó a la ESRB por el procesamiento aleatorio en las pautas para el desarrollo de Lair y pidió mejoras en el sistema.
Factor 5 cerró en 2008 por problemas financieros. En 2010, Eggebrecht y otros ex empleados de Factor 5 fundaron el estudio de juegos móviles TouchFactor. Factor 5 resucitó en 2017 y volvió a adquirir los derechos de la franquicia Turrican.
En 2019, Eggebrecht se unió a Epic Games como director de tecnología en línea.